# Рудка (притока Турії)
Ру́дка — річка в Україні, в межах Турійського та Ковельського районів Волинської області. Ліва притока Турії (басейн Дніпра). 

## Опис
Довжина річки 31 км, площа басейну 167 км². Долина нечітко виражена. Заплава заболочена, завширшки 0,5 км. Ширина річища до 4 м. Похил річки 0,8 м/км. Швидкість течії помірна і становить 0,1 м/с. В середній частині течії і пониззі збудована система меліоративних каналів. 

## Географія
Басейн річки Рудка розміщений у межах лісової зони Волинської області. Протікає по рівнинній території області. Бере початок за 1,5 кілометри на південний захід від села Залісці, в межах Волинського пасма. Тече в східному — північно-східному напрямку. Впадає у Турію на південний захід від села Гішина. 

## Населенні пункти
На річці розташовані невеликі населенні пункти Турійського і Ковельського районів, села: Тупали, Перевісся, Кругель, Красноволя.

## Живлення
Живлення річки змішаного типу (снігове, дощове і підземне живлення). Льодостав з середини грудня до початку березня. 